# Avenida Ratchadamnoen
La avenida Ratchadamnoen (en tailandés: ถนนราชดำเนิน) es un camino histórico en los distritos de Phra Nakhon y Dusit de Bangkok, la capital del país asiático de Tailandia.
La avenida Ratchadamnoen, encargada por el rey Chulalongkorn (Rama V) después de su primera visita a Europa en 1897, se construyó entre 1899 y 1903. Inspirado en los grandes bulevares europeos (como los Campos Elíseos de París), el rey utilizó la carretera como ruta para los grandes desfiles reales y sirvió para presentar la imagen de una monarquía moderna.
Tras el golpe de Estado de 1932 que terminó con la monarquía absoluta en Tailandia y dio paso a las primeras elecciones parlamentarias, el Partido Popular se propuso erigir edificios en estilo Art déco en la avenida Ratchadamnoen. Se construyeron 22 edificios en tres fases: 1939–1942 (incluyendo el Monumento a la Democracia, 1942–1945 y 1945–1951.
La avenida es escenario habitual de manifestaciones y reclamos políticos, en particular en los alrededores del Monumento a la Democracia.
El camino consta de tres segmentos, llamados Ratchadamnoen Nai, Ratchadamnoen Klang y Ratchadamnoen Nok (Ratchadamnoen interno, medio y externo, respectivamente). Vincula el Gran Palacio (en el distrito Phra Nakhon) con el Palacio de Dusit (en el distrito Dusit), concluyendo en la Plaza Real, delante del Salón del Trono Ananta Samakhom.